# シャミシ
シャミシ（英語: Shamishi、ギリシア語: σιάμισιη、トルコ語: Şamişi）は、聖名祝日に食べられるキプロスの料理である。
セモリナを用いた揚げパイで、少なくとも19世紀からキプロスで作られており、キプロスの伝統料理と考えられている。結婚式や地域の宗教的な祭り等の特別な機会に、ロクマや水とともにデザートとして食べられる。ハルヴァやセモリナを詰めたペイストリーで、材料としてはこの他に、小麦粉、水、砂糖、マスティック・ガム、油（コーン油またはピーナッツオイル）、食塩等が用いられる。